# Berliner Elektronenspeicherring-Gesellschaft für Synchrotronstrahlung

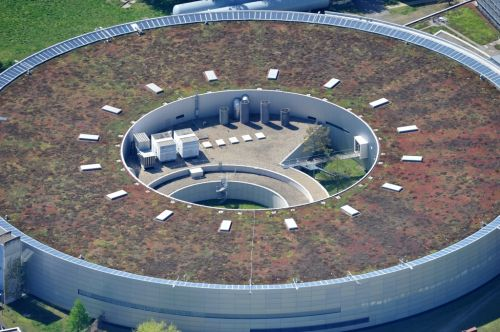
BESSY II

Die Berliner Elektronenspeicherring-Gesellschaft für Synchrotronstrahlung m.b.H. (BESSY) ist der Name einer Forschungseinrichtung in Berlin, die durch Bereitstellung von Synchrotronstrahlung Dienstleistungen für Wissenschaft und die Industrie erbrachte. Die Betreibergesellschaft wurde am 5. März 1979 zur Errichtung und Betrieb einer Elektronenspeicherringanlage gegründet. Am 11. November 2009 ist die BESSY GmbH mit dem bereits vorher zum Helmholtz-Zentrum Berlin für Materialien und Energie (HZB) umbenannten Hahn-Meitner-Institut (HMI) verschmolzen worden. Die BESSY GmbH schied dadurch aus der Leibniz-Gemeinschaft aus, das HZB gehört zur Helmholtz-Gemeinschaft.
Die Synchrotronlichtquelle BESSY II wird am Standort in Berlin-Adlershof betrieben. Jährlich kommen rund 2700 externe Gäste an BESSY II, um dort Messungen durchzuführen.

## BESSY I

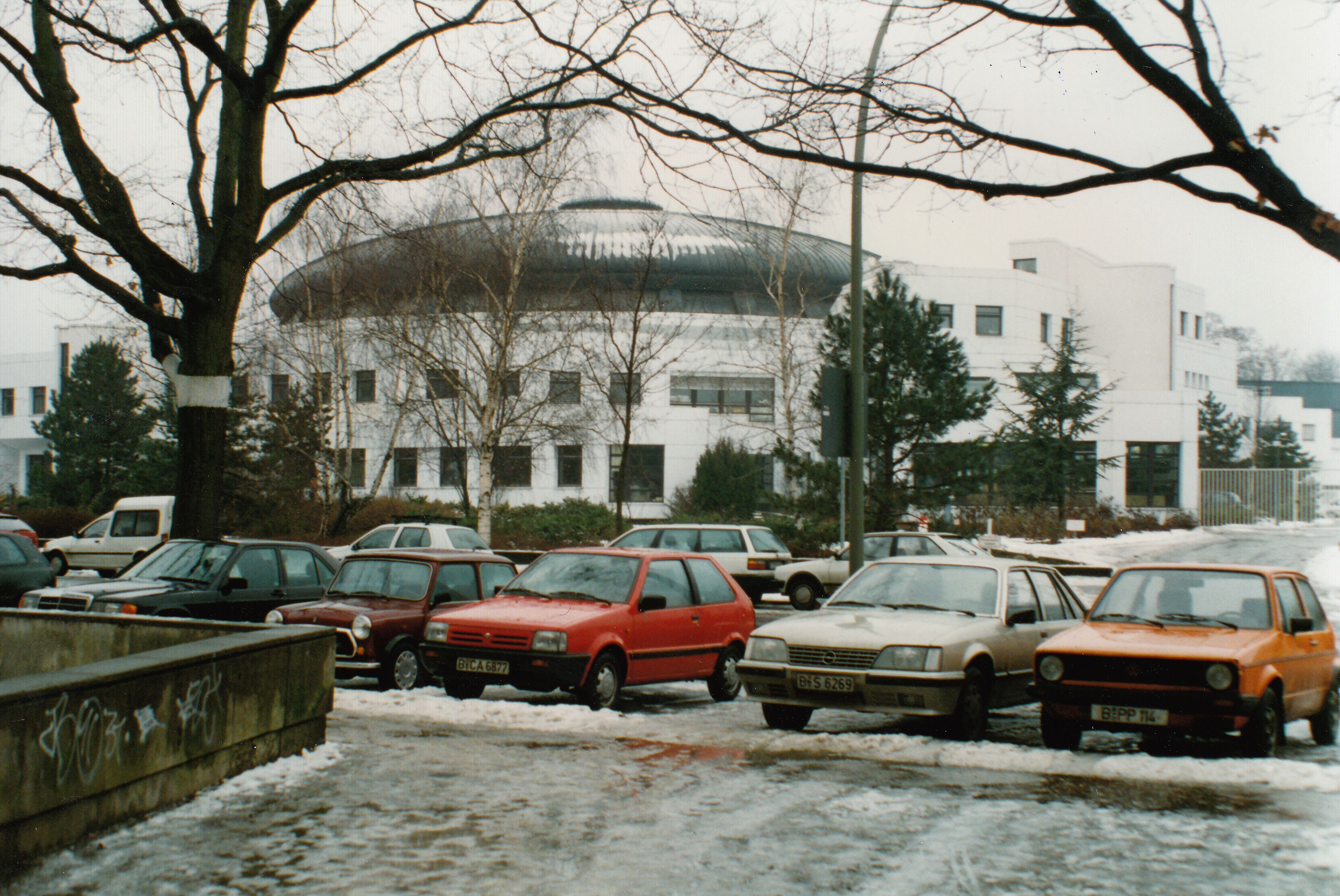
BESSY I, 1996

Die 130 Millionen D-Mark (umgerechnet 66,5 Millionen Euro) teure Anlage BESSY I nahm am 19. Dezember 1981 ihren Betrieb am Breitenbachplatz in Berlin-Wilmersdorf auf. BESSY I hatte weitreichenden wissenschaftlichen Erfolg im Rahmen der Bereitstellung von Vakuum-ultravioletter (VUV) und weicher Röntgenstrahlung (XUV). Die Anlage wurde 1999 aus Kostengründen zu Gunsten von BESSY II stillgelegt. Große Teile der Anlage wurden 2001 abgebaut und als Teil eines UNESCO-Projektes nach Jordanien gebracht, wo sie im Rahmen des SESAME-Projekts wieder Verwendung gefunden haben. Das Gebäude beherbergt inzwischen eine Außenstelle des Berlin-Brandenburger Eichamts.
In BESSY I wurden Elektronen mit einer kinetischen Energie zwischen 200 und 800 MeV (Megaelektronenvolt) gespeichert. Es hatte einen Umfang von rund 60 Metern. Mit Hilfe von BESSY I wurden unter anderem die Spektrometer der Sonnensonde Soho und die Detektoren des Weltraumteleskops Chandra kalibriert.

## BESSY II

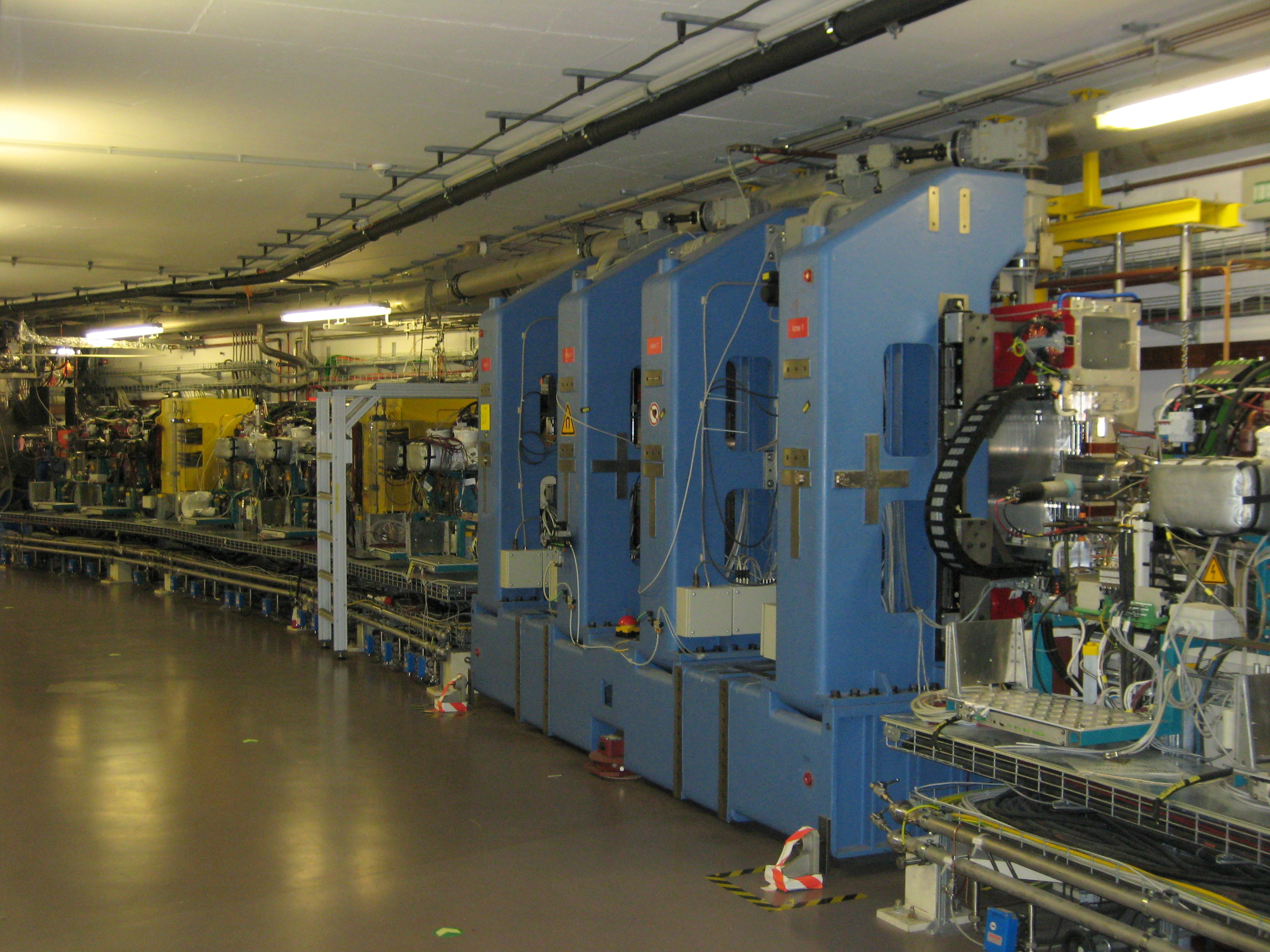
Blick auf den Speicherring von BESSY II: das große blaue Bauteil ist ein Undulator, weiter im Hintergrund befinden sich Ablenkmagnete

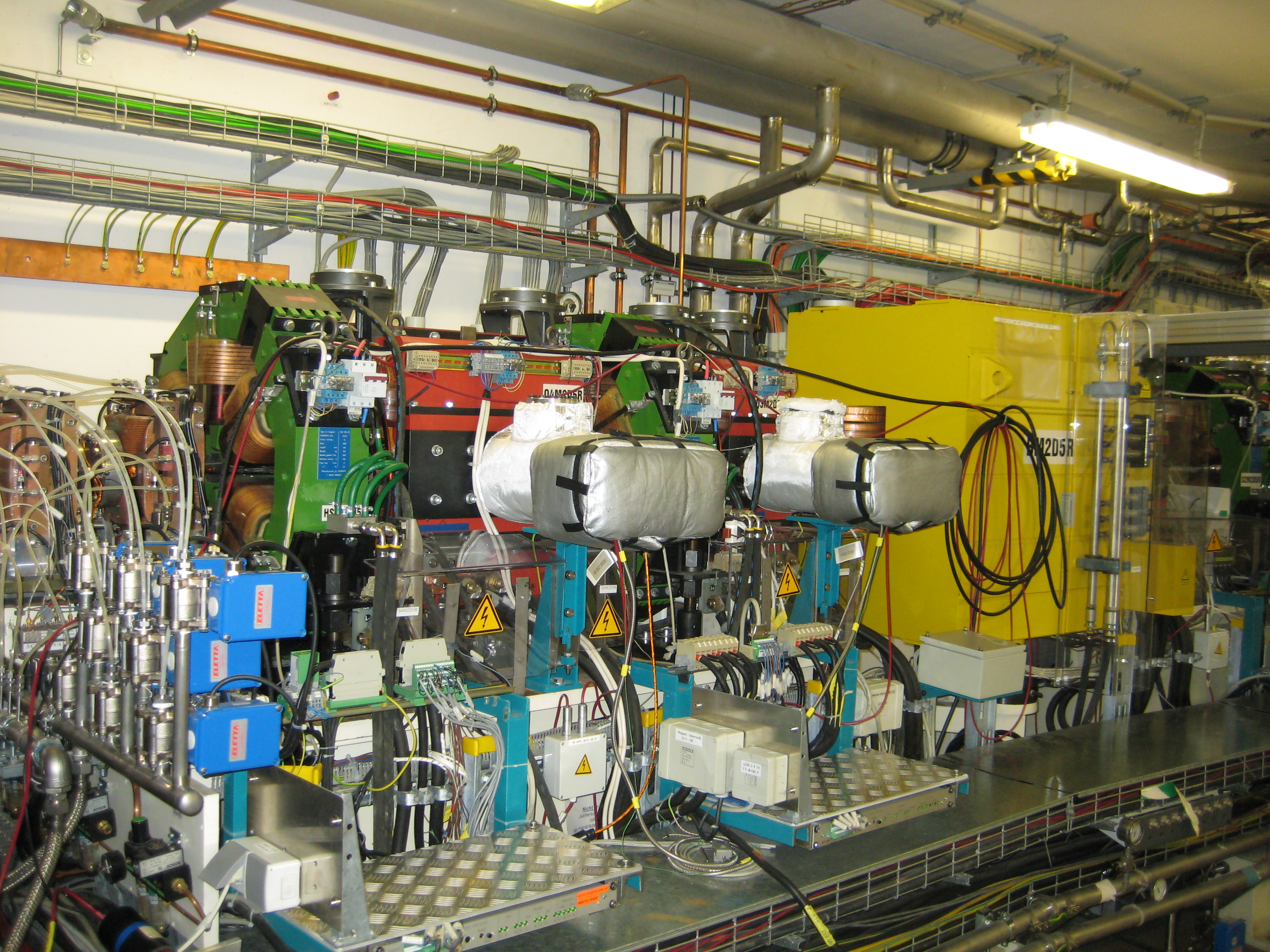
Ablenkmagnete am Speicherring von BESSY II

Der Erfolg von BESSY I führte zu einer steigenden Nachfrage nach Synchrotronstrahlung, so dass der Beschluss für einen leistungsfähigeren Strahlengenerator, eine Hochbrillanzstrahlungsquelle, gefasst wurde.
Am 4. Juli 1994 wurde mit dem Bau von BESSY II in Berlin-Adlershof begonnen, am 4. September 1998 konnte BESSY II eingeweiht werden. Das 200 Millionen D-Mark (umgerechnet 102 Millionen Euro) teure Projekt besteht aus einem Synchrotron mit einem Umfang von 96 Metern sowie dem eigentlichen Elektronenspeicherring mit einem Umfang von 240 Metern und einer Experimentierhalle.
Es werden Elektronen auf eine Energie von maximal 1,7 GeV beschleunigt und in den Speicherring injiziert. Ein maximaler Ringstrom von 300 mA ist möglich. Sowohl an Ablenkmagneten wie auch an Undulatoren werden Lichtpulse erzeugt. Je nach Art der Ablenkung (Undulator, Wiggler oder Dipol) können Photonenenergien bis etwa 150 keV erreicht werden. Das theoretische Maximum von 1,7 GeV würde man nur dann erreichen, wenn man die auf ebendiese Energie beschleunigten Elektronen auf ein Target richtet und abbremst; die Bremsstrahlung hätte dann die erwarteten 1,7 GeV (vgl. mit der Funktionsweise einer Röntgenröhre und das Duane-Hunt-Gesetz). Die Anlage verbraucht im Normalbetrieb 2,7 MW elektrische Leistung.
Die PTB unterhält am BESSY mehrere Beamlines, an welchen sowohl undulator- als auch dipolbasierte Synchrotronstrahlung erzeugt wird und unter anderem zur Photonen-Metrologie Verwendung finden. Da die PTB mit Hilfe des BESSY vielfach Kalibrierungen von Lichtquellen und Detektoren verschiedener Art vornimmt, ist das BESSY II als Nachfolger von BESSY I in diesem Zusammenhang das europäische Strahlungsnormal. Als Beispiel kann hier der SUMER und CDS des SOHO-Satelliten zur Erforschung der Sonne genannt werden.
Am 24. September 2004 wurde damit begonnen, in direkter Nachbarschaft die Metrology Light Source (MLS), auch bekannt als Willy-Wien-Laboratorium, ein Projekt der PTB, zu bauen. Diese ist im Frühjahr 2008 in Betrieb gegangen und wird unter anderem ähnliche Aufgaben wie BESSY I übernehmen. Das MLS hat einen Umfang von 48 Metern.
Es gibt verschiedene Modi, in denen BESSY betrieben wird. Diese unterscheiden sich im zeitlichen Abstand der Elektronenpakete:
- Multibunch: Dies ist der Betriebsmodus, der meist verwendet wird. Hier befinden sich etwa 350 gleich gefüllte Elektronenpakete im Ring mit einem zeitlichen Abstand von 2 ns zueinander. Zwischen den Paketen wird eine Lücke von etwa 100 ns gelassen, in der sich nur vier einzelne, aber stärker gefüllte Elektronenpakete befinden (zusammen „Hybridfüllung“). Diese Pakete werden an einer speziellen Beamline zur Erzeugung sehr kurzer Lichtpulse verwendet. Normalerweise befindet sich das Synchrotron im Top up modus d. h. durch fortwährende Injektion wird die Füllung aller Pakete konstant gehalten. ,
- Singlebunch: Dieser Betrieb wird zwei Wochen im Halbjahr angeboten. Hier befindet sich nur ein einzelnes Elektronenpaket im Ring. Dieser Betrieb eignet sich für zeitaufgelöste Experimente, da hier der zeitliche Abstand zwischen zwei aufeinanderfolgenden Lichtpulsen 800 ns beträgt, so dass sich diese gut voneinander unterscheiden lassen.
- Low-Alpha: Im Low-Alpha-Modus (sowohl Singlebunch, wie auch Multibunch) sind die Elektronenpakete räumlich stark konzentriert (bei geringerer Füllung), so dass zeitlich kurze Lichtpulse erzeugt werden. Weiterhin ist in diesem Modus die abgestrahlte Intensität im Terahertz-Bereich sehr viel größer.

Der Betrieb von BESSY II wurde am 15. Juni 2023 aufgrund eines Cyberangriffs unterbrochen. Die Lichtemission wurde bereits Anfang Juli 2023 für die Physikalisch Technische Bundesanstalt wiederhergestellt. Erst Mitte 2024 konnte der Betrieb für alle Experimente wieder aufgenommen werden.

## Die Zukunftsprojekte an BESSY II
BESSY II wird kontinuierlich weiter entwickelt, um die Bedingungen für die Forschung zu verbessern und maßgeschneiderte Lichtpulse der benötigten Qualität zu liefern. 
- Mit dem BESSY II+ Upgrade werden Operando-Methoden für die Energieforschung weiter ausgearbeitet und neue Methoden der Datenverarbeitung implementiert. Außerdem werden weitere Instrumente entwickelt, die mit variablen Probenumgebungen ausgestattet sind.
- BESSY III: Aktuell plant das HZB eine Nachfolgequelle , die Mitte der 2030er Jahre in Betrieb gehen soll. BESSY III soll als Quelle für extrem brillante weiche Röntgenstrahlung in den Materialforschungscampus von Berlin-Adlershof eingebettet werden und insbesondere für Material- und Energieforschung optimale Bedingungen bieten.

## BESSY-FEL
Ab Juli 2000 war der Bau eines Freie-Elektronen-Laser (FEL) in Planung. Der etwa 400 m lange Linearbeschleuniger sollte direkt neben dem Synchrotron BESSY II am Ernst-Ruska-Ufer gebaut werden. Er sollte, genauso wie der Ringbeschleuniger, Lichtpulse im Ultravioletten bis weichen Röntgenbereich erzeugen. Diese würden jedoch von höherer Intensität bei sehr viel kürzerer Dauer sein. Ein geplantes Anwendungsgebiet ist beispielsweise die Untersuchung von chemischen Reaktionen, wobei durch den Stroboskopeffekt Momentaufnahmen der komplexen Abläufe gemacht werden können.
Im Mai 2006 hat der Wissenschaftsrat den Bau des BESSY-FEL empfohlen. Von 2007 bis 2010 sollte zunächst eine zweistufige Anlage gebaut und getestet werden, welche dann ab 2010 zu dem vierstufigen BESSY-FEL ausgebaut werden sollte.
Im Herbst 2008 wurde entschieden, den FEL nicht bei BESSY II zu errichten, sondern als Erweiterung zum FLASH beim DESY in Hamburg. Bei BESSY II sollte hingegen die Erforschung eines Linearbeschleunigers mit Energierückgewinnung (ERL) erfolgen.